# Сухий Костянтин Михайлович
Костянтин Михайлович Сухий (28 липня 1976, м. Дніпропетровськ, Українська РСР, СРСР) – український науковець, доктор технічних наук, професор, ректор Українського державного університету науки і технологій, член-кореспондент НАН України, вчений в галузі хімії високомолекулярних сполук, технології полімерних і композиційних матеріалів, педагог вищої школи.

## Біографія
Сухий Костянтин Михайлович народився 28 липня 1976 р. в Дніпропетровську (нині м. Дніпро), Україна. 
1993-1995 рр. навчався в Українському державному хіміко-технологічному університеті. 
1995-1998 рр. навчався в Державній металургійній академії України за спеціальністю «Металургійне обладнання», закінчив з відзнакою, здобув кваліфікацію інженера-механіка (диплом НР № 10621139, виданий 30 червня1998 р.). 
Науковий ступінь, вчене звання:
кандидат хімічних наук з 2002 р. за спеціальністю 02.00.06 – хімія високомолекулярних сполук (диплом ДК № 017033, виданий згідно з рішенням президії Вищої атестаційної комісії України від 11 грудня 2002 р.);
доцент кафедри переробки пластмас та фото-, нано- і поліграфічних матеріалів з 2004 року (атестат 12ДЦ 3 017363, виданий 21 червня 2007 р.);
доктор технічних наук з 2014 р. (диплом ДД № 003877, виданий на підставі рішення Атестаційної колегії від 22 грудня 2014 р.);
професор кафедри переробки пластмас та фото-, нано- і поліграфічних матеріалів з 2017 р. до цього часу (атестат АП № 000348, виданий 16 травня 2018 р.);

## Трудова діяльність
2001-2004 рр. – асистент кафедри переробки пластмас та фото-, нано- і поліграфічних матеріалів ННІ Український державний хіміко-технологічний університет;
2004-2015 рр. – доцент кафедри переробки пластмас та фото-, нано- і поліграфічних матеріалів ННІ Український державний хіміко-технологічний університет;
2017 р. до цього часу – професор кафедри переробки пластмас та фото-, нано- і поліграфічних матеріалів ННІ Український державний хіміко-технологічний університет;
2014-2019 рр. – декан факультету технології органічних речовин та біотехнології;
2019-2023 рр. – ректор ННІ Український державний хіміко-технологічний університет.
2023-листопад 2024 р. – виконуючий обов’язки ректора Українського державного університету науки і технологій;
листопад 2024 р. – ректор Українського державного університету науки і технологій.

## Наукова діяльність
З 2015 року є членом експертної ради Міністерства освіти і науки України «Фізико-технічні проблеми матеріалознавства». 
У 2018 році обраний академіком АН ВШ України.
Член редакційних колегій наукових журналів «Питання хімії та хімічної технології» та «Eastern European Journal of Enterprise Technologies», що входять до наукометричної бази Scopus. 
Брав участь у міжнародних та вітчизняних науково-дослідних проєктах, зокрема у співпраці з Болгарією, Угорщиною, Державним фондом фундаментальних досліджень України та грантом Президента України.
Член двох спеціалізованих вчених рад ДВНЗ УДХТУ із захисту дисертацій за спеціальностями «органічна хімія», «хімія високомолекулярних сполук» та «технологія полімерних та композиційних матеріалів».
Має понад 260 опублікованих наукових праць, серед яких: з яких 64 роботи проіндексовані наукометричними базами Scopus та Web of Science, 27 патентів, 12 монографій та розділів монографій (6 з яких опубліковані англійською мовою закордонними видавництвами Springer, Wiley, IGI Global).

## Спортивна діяльність
Костянтин Сухий активно займається спортом: багаторазовий чемпіон України та призер Чемпіонату Європи 2012 року з веслування.

## Наукові інтереси
- Розробка методів синтезу нових полімерних четвертинних амонієвих солей.
- Полімерні нанокомпозити.
- Полімерні електроліти у твердому стані.

## Нагороди
Почесна грамота Міністерства освіти і науки України (2018).

## Вибрані публікації
1. Сухий К. М. Полімер-неорганічні нанокомпозити технічного призначення, сформовані у присутності полііоненів : дис. … д-ра технічн. наук : 05.17.06. Дніпропетровськ, УДХТУ, 2014. 342 с.
2. Сухой, К. М. Структура,молекулярная подвижность и ионная проводимость оксиэтиленсодержащих полиионенов : дис. … канд. химич. наук : 02.00.06. Днепропетровск, УГХТУ, 2002. 217 с.
3. Основы золь-гель технологии наноструктурированных оксидных и гибридных органо-неорганических материалов : монографія / К. М. Сухой, М. В. Бурмистр, О. А. Шилова и др. Днепропетровск : УГХТУ, 2011. 228 с.
4. Технології виробництва олив. Теорія та практика : підручник / Тертишна О. В., Тертишний О. О., Топільницький П. І., Сухий К. М. Дніпро : УДХТУ, 2023. 275 с.
5. Фролова Л. А., Сухий К. М., Коваленко І. Л. Шпінельні ферити: структура, технології одержання та використання : монографія. Дніпро : УДХТУ, 2022. 183 с.
6. Sukhyy K. M., Belyanovskaya E. A. Polymer-Inorganic Nanostructured Composites Based on Amorphous Silica, Layered Silicates, and Polyionenes. San Francisco : IGI-GLOBAL, 2023. 303 р.
7. Sukhyy K. M., Belyanovskaya E. A., Sukhyy M. P. Technology development for adsorptive heat energy converters: Emerging research and opportunities. San Francisco : IGI-GLOBAL, 2020. 305 p.
8. Al3+ Additive in the nickel hydroxide obtained by high- temperature two-step synthesis: Activator or poisoner for chemical power source application? / V. L. Kovalenko, V. A. Kotok, A. Sykchin … K. M. Sukhyy. Journal of the Electrochemical Society. 2020. Vol. 167, № 106. P. 100530.
9. Kabat O., Sytar V., Sukhyy K. Antifrictional polymer composites based on aromatic polyamide and carbon black. Chemistry and Chemical Technology. 2018. Vol. 12, № 3. P. 326–330.
10. Resistive humidity sensors based on proton-conducting organic–inorganic silicophosphates doped by polyionenes / К. M. Sukhyy, Yu. P. Gomza, E. A. Belyanovskaya et al. Sol-Gel Science and Technology. 2015. Vоl 74, № 2. P. 472–481.
11. Sol-gel synthesis and investigation of proton-conducting hybrid organic-inorganic silicophosphate materials / I. N. Tsvetkova, O. A. Shilova, M. G. Voronkov, Yu. P. Gomza, K. M. Sukhyy. Glass Physics and Chemistry.  2008. Vol. 34, № 1. P. 68–76.
12. Structure and adsorption properties of the composites ‘silica gel-sodium sulphate’, obtained by sol-gel method / K. M. Sukhyy, E. A. Belyanovskaya, Y. N. Kozlov et al. Applied Thermal Engineering. 2014. Vоl. 64, № 1–2. P. 408–412.
13. Structure, thermal properties and ionic conductivity of polymeric quaternary ammonium salts (polyionenes) containing ethylene oxide and aliphatic chain fragments / M. V. Burmistr, K. M. Sukhyy, V. V. Shilov et al. Solid State Ionics. 2005. Vоl. 176, № 19–22. P. 1787–1792.
14. Synthesis, structure, thermal and mechanical properties of nanocomposites based on linear polymers and layered silicates modified by polymeric quaternary ammonium salts (ionenes) / M. V. Burmistr, K. M. Sukhyy, V. V. Shilov et al. Polymer. 2005. Vоl. 46, № 26. P. 12226–12232.
15. Вплив зольного пилу на властивості деревинно-полімерних композитів / Д. С. Криволапов, К. М. Сухий, П. І. Баштаник та ін. Питання хімії та хімічної технології. 2024. № 3. С. 83–88.
16. Овчинникова О. О., Сухий К. М. Дослідження компонентів ефірних олій як потенційних дезінфікуючих засобів інгібіторів спайк глікопротеїну SARS-COV-2. Journal of Chemistry and Technologies. 2024. № 32(1). С. 99–107.
17. Carbon materials for electrically conductive concrete / Savytskyi M, Sukhyy К. et al. E3S Web of Conferences : International Scientific and Practical Conference Innovations in Construction and Smart Building Technologies for Comfortable, Energy Efficient and Sustainable Lifestyle. 2024. Vol. 534. P. 01019
18. Development of rare earth metal-modified heat-resistant coatings for gas turbine blades / V. S. Yefanov, M. O. Gnatenko… K. M. Sukhyy…et al. Питання хімії та хімічної технології. 2024. № 4. P. 95–106.
19. Innovative technological concept for the production of high-density cathodes for lithium reserve power sources with increased specific energy / O. V. Markevych, Y. V. Polishchuk, V. V. Zinin, K. I. Vavilon, K. M. Sukhyy. Питання хімії та хімічної технології. 2024. № 6. P. 89–94.
20. Properties of Zr-Ti-Nb and Ti-Al-V alloys / S. V. Kovalyov, O. V. Ovchynnykov, K. M. Sukhyy et al. Питання хімії та хімічної технології. 2024. № 6. P. 30–39.
21. Smart Concretes as the Basis for Creating Smart Buildings / M. Savytskyi, K. Sukhyy, O. Savytskyi et al. 4th International Scientific Conference on EcoComfort and Current Issues of Civil Engineering, Lviv 11-13 September, 2024. Lviv, 2024. P. 462–469.
22. The influence of solid-state polycondensation of polyethylene terephthalate on its rheological properties / D. O. Chervakov, V. V. Ved, V. V. Fedan, K. M. Sukhyy, O. V. Chervakov. Питання хімії та хімічної технології. 2024. № 6. P. 144–149.